# Limosina rufipes
Limosina rufipes är en tvåvingeart som beskrevs av Johann Wilhelm Meigen 1838. Limosina rufipes ingår i släktet Limosina och familjen hoppflugor.
Artens utbredningsområde är Tyskland. Inga underarter finns listade i Catalogue of Life.